# طرح لاینویور برک

نمونه ای از طرح لاینویور برک.

طرح لاینویور–برک یک نمایش گرافیکی از معادله لاینویور برک از سینتیک آنزیم است که توسط هانس لاین ویور و دین برک در سال ۱۹۳۴ توصیف شده‌است. نمودار لاینویور برک برای آنزیم‌های مهار شده را می‌توان با هیچ بازدارنده ای مقایسه کرد تا مشخص شود بازدارنده چگونه با آنزیم رقابت می‌کند.
این نمودار زمانی درست است که سینتیک آنزیم از سینتیک مرتبه دوم ایده‌آل پیروی کند، با این حال برای سیستم‌هایی که رفتار ایده‌آل ندارند، رگرسیون غیر خطی مورد نیاز است. نمودار متقابل دوتایی ساختار خطای داده‌ها را تحریف می‌کند و بنابراین دقیق‌ترین ابزار برای تعیین پارامترهای جنبشی آنزیم نیست. رگرسیون غیر خطی یا اشکال خطی جایگزین معادله میکایلیس-منتن مانند نمودار هانس وولف یا نمودار ادی-هوفستی معمولاً برای محاسبه پارامترها استفاده می‌شود.

## تعاریف برای تفسیر طرح
[S]: غلظت سوبسترا. محور مستقل نمودار لاینویور برک متقابل غلظت بستر است.
V 0 یا V: سرعت اولیه واکنش مهار شده توسط آنزیم. محور وابسته نمودار لاینویور برک متقابل سرعت است.
V max: حداکثر سرعت واکنش. قطع y نمودار لاینویور برک متقابل حداکثر سرعت است.
KM: میل ترکیبی ثابت یا آنزیمی مایکلیس-منتن. هر چه K M کمتر باشد، میل ترکیبی بیشتر است. از نظر گرافیکی فاصله x خط -1/K M است.
K cat: تعداد گردش یا واکنش‌ها در واحد زمان. هر چه Kcat کمتر باشد واکنش کندتر است. K cat =V max /[آنزیم]. از نظر گرافیکی این را می‌توان با مشاهده V max ارزیابی کرد.
بازده کاتالیزوری = K cat /K M. یک کاتالیزور سریع و میل ترکیبی بالا بهترین بازده کاتالیزوری را به همراه دارد.
{\displaystyle \alpha =1+{\frac {[I]}{K_{I}}}} جایی که {\displaystyle [I]} غلظت مهار و {\displaystyle K_{I}} ثابت بازدارنده است. آلفا درجه ای را تعیین می‌کند که اتصال یک بازدارنده بر سینتیک آنزیم یک بستر تأثیر می‌گذارد، همیشه دارای ارزش مثبت است.

## محاسبه
نمودار یک روش گرافیکی بسیار مفید برای تجزیه و تحلیل معادله سینتیک میکائلیس–منتن ارائه می‌دهد، زیرا تعیین دقیق V max یک واکنش کاتالیز شده توسط آنزیم دشوار است:
{\displaystyle V={\frac {V_{\max }[S]}{K_{m}+[S]}}}
گرفتن متقابل به ما می‌دهد:
{\displaystyle {1 \over V}={{Km+[S]} \over V_{\max }[S]}={K_{m} \over V_{\max }}{1 \over [S]}+{1 \over V_{\max }}}
نمودار لاینویور برک 1/[S] را در محور x و 1/V را در محور y قرار می‌دهد.

## کاربردها

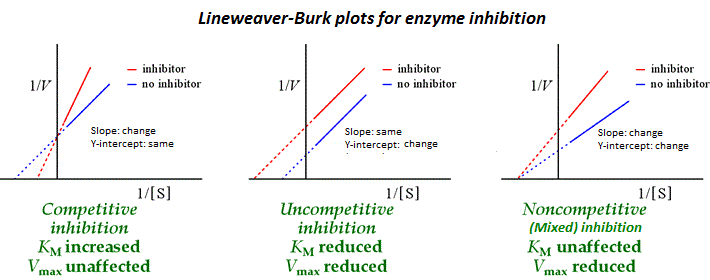
_{بازداری آنزیم با استفاده از لاینویور برک نمایش داده می‌شود (نقشه‌های متقابل دوگانه)}

هنگامی که برای تعیین نوع مهار آنزیم استفاده می‌شود، نمودارلاینویور برک می‌تواند بازدارنده‌های رقابتی، خالص غیررقابتی و غیررقابتی را تشخیص دهد. حالت‌های مختلف بازداری را می‌توان با واکنش مهار نشده مقایسه کرد.

## مشکلات
در حالی که لاینویور برک برای تعیین متغیرهای مهم در سینتیک آنزیم مفید است، مستعد خطا است. محور y نمودار متقابل سرعت واکنش را می‌گیرد، به این معنی که خطاهای کوچک در اندازه‌گیری بیشتر قابل توجه است. علاوه بر این، به این دلیل که اکثر نقاط در نمودار در سمت راست محور y یافت می‌شوند. محسابه مقادیر بزرگ [S] (و از این رو مقادیر کوچک برای 1/[S] در نمودار) اغلب به دلیل حلالیت محدود امکان‌پذیر نیست.